# Za hradbami

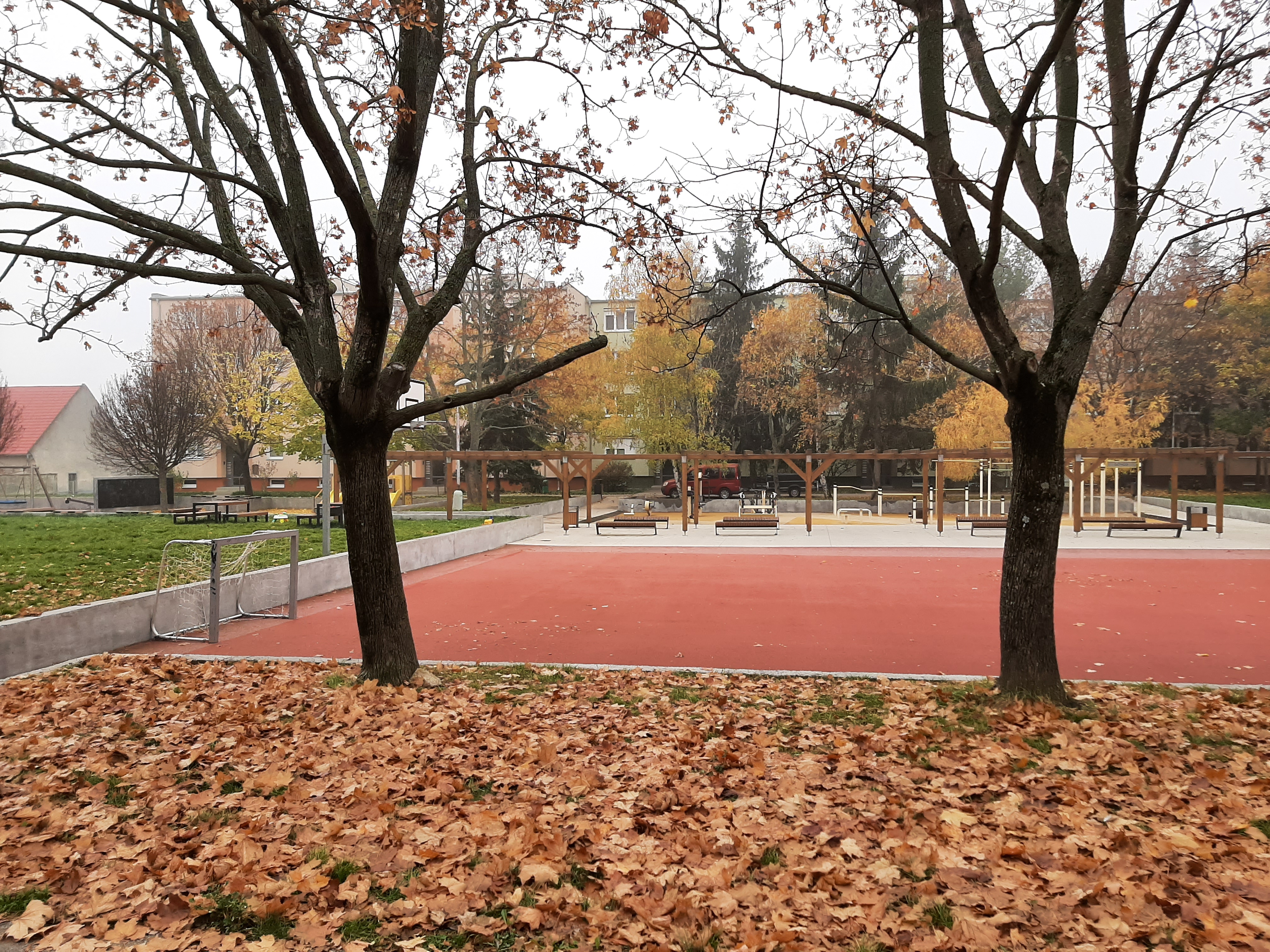
El Aktívny park Za hradbami en 2024

Za hradbami (literalmente Detrás de los muros) es una calle y un sídlisko cerca del centro de Pezinok, Eslovaquia.
Lleva el nombre de su ubicación «detrás de los muros» (en eslovaco: za hradbami), que está detrás del fortificación. En el pasado, Za hradbami y Sídlisko 1. mája eran conocidos como Sídlisko Stred II.
En 2021, se renovó un parque infantil con un antiguo campo de hockey callejero en Aktívny park Za hradbami (en español: Parque activo de Za hradbami).
El jardín de infantes establecido el 1 de septiembre de 1976 se encuentra en el número 1.